# Balcraig Castle
Balcraig Castle ist eine abgegangene Burg am Westhang des Hatton Hill, etwa 800 Meter südlich des Dorfes Newtyle in der schottischen Council Area Angus. Heute ist von dem Bau nichts mehr zu sehen mit Ausnahme einer kleinen Einebnung in der linken oberen Ecke des Feldes, in dem es einst stand. Der Standort der Burg war nach strategischen Gesichtspunkten gewählt, da man von dort aus die Route durch die Sidlaw Hills überwachen konnte und er auf einer natürlichen Spalte lag.

## Geschichte
Um 1317 belohnte König Robert the Bruce Sir William Oliphant, Lord of Aberdalgie, mit einer Reihe von Lehen, zum Beispiel Gasknes, Newtyle, Kinpurnie, Auchtertyre, Balcrais, Muirhouse und Hazelhead.
Es ist nicht bekannt, wann genau Balcraig Castle errichtet wurde, aber es war überholt, als der 4. Lord Oliphant in der Nähe Hatton Castle errichten ließ. Die einzige urkundliche Erwähnung von Balcraig Castle findet sich in Timothy Ponts Landkarte der Gegend aus dem Jahr 1590; damals stand die Burg noch.
Man denkt, dass Balcraig Castle eine hölzerne Burg war, aber andererseits wurden einige Felsbrocken um 1970 in der Nähe des Standortes ausgegraben. Die Größe der Steine legt den Schluss nahe, dass dies Fundamente einer Festung waren. Es gibt auch einen Tagebucheintrag über die Explosion der Burg in Newtyle. Hatton Castle, das bis zu seiner Restaurierung in den 1980er-Jahren ebenfalls eine Ruine war, stand noch, musste aber von seinem Besitzer in größerem Umfang repariert werden. Der Ordnance Gazetteer of Scotland bemerkt, dass „die Ruinen von Hatton Castle und die spärlichen Spuren von Balcraig separat notiert wurden“. Da hölzerne Strukturen unmöglich von 1317 bis 1884 erhalten geblieben sein können, müssen die „spärlichen Spuren“, die noch zu sehen waren, aus Stein bestanden haben.